# 残像に口紅を
『残像に口紅を』（ざんぞうにくちべにを）は、筒井康隆の1989年発表の小説。言葉遊びによる実験的な要素を強く含むSFで、『虚人たち』と同系列に属した実験的作品。

## 概要
『中央公論』1988年3月から89年3月まで13回連載され、第3部は書き下ろしとして1989年4月に中央公論社から刊行された。
五十音中の日本語の音が1種類ずつ小説の文面から失われてゆき、同時に主人公のまわりでは、その音を含む名をもつあらゆる存在が失われていく。
中央公論社から出された単行本は後半からのページが袋とじになっており、「ここまで読んで面白くなかったという方はこの本を送り返してください。代金を返します」と但し書きがついていた。2022年7月に刊行された復刻版では、袋とじまで復刻されている。
中公文庫版では、本文で用いられた言葉の出現頻度を研究した論文が付録として掲載されており、既に消えてしまっているはずの音を誤って用いている箇所（全部で5ヶ所確認されている）についても紹介されている。
2017年11月にテレビ朝日系バラエティ番組『アメトーーク!』で、お笑いタレントカズレーザーが紹介したことがきっかけで売り上げが急増し、Amazonの売れ筋ランキング総合1位、2ヶ月で10万5000部増刷された。
2021年7月にTikTokでの紹介動画を発端としたブームにより売り上げが急増し、急遽3万5000部が重版された。2025年1月時点で約50万部を記録している。
筒井が「『e』が全く使われていないフランス語の小説（ジョルジュ・ペレックの『煙滅』(La Disparition)）がある」という情報に刺激され、文字がひとつずつ消えていく小説という着想を得て、ワープロを購入した。のちのエッセイで「消えた文字のキーに画びょうを貼った」と書いているが、あくまでギャグであり事実ではない。また単行本では終盤を袋とじにして、袋とじ前まで読んで面白くなければ返金対応をするという但し書きがあったが、実際には返金はなかったという。

### ルール
- 日本語表記の「音」を1つずつ消していき、その音の含まれていることばは使えない。
- 消えたことばは代わりのことばで表現できるが、表現できなくなった場合その存在は消える。
- 母音がなくなってもそれにつらなる子音は無くならない。
- 長音の音引きも同時に無くなる。（「い」→コーヒー）
- 拗音も促音も同時に無くなる。（「や」→「ゃ」）
- 濁音や半濁音は別々にする。
- 助詞の「は」は、「は」と発音する時は「わ」が消えても残る。（「へ」も同様）
- 同音異字は同時に無くなる。（お→を）
- 不自然でなければ会話に文語体を使って良い。
- 音読み訓読みは別。
- 外来語の使用は良識の範囲内。
- 母音に濁点をつけたものは別物。（「ヴォ」など）

## 登場人物
- 佐治勝夫 - 主人公
- 津田得治 - 評論家、フランス文学の助教授
- 粂子（くめこ） - 佐治の妻
- 弓子（ゆみこ） - 長女
- 文子（ふみこ） - 次女
- 絹子（きぬこ） - 三女
- 根本 - 文芸誌デスク
- 別役 - 文芸誌の若手
- 戸部尚記 - 作家
- 堀朋巳 - 作家
- 片桐 - 晋葮編集者
- 貝森又造 - 文壇最長老
- 村田昌彦 - 受賞作家
- 太田元継（おおたもとつぐ） - 嗣粋館（しすいかん）代表取締役
- 松本 - 晋葮社デスク
- 岩倉晨 - 作家
- 野方瑠璃子 - 佐治の読者
- 南部 - 産海新聞記者
- 高津（こうづ） - 佐治の担当記者

## 書誌情報

### 小説
- 筒井康隆（著）『残像に口紅を』中央公論社、1989年4月初版発行、ISBN 4-12-001787-7
- 筒井康隆（著）『残像に口紅を』中央公論社〈中公文庫〉、1995年4月18日発売[8]、ISBN 4-12-202287-8
- 筒井康隆（著）『残像に口紅を 復刻版』中央公論新社〈単行本〉、2022年7月20日発売[1]、ISBN 978-4-12-005552-2

### 漫画
- 筒井康隆（原作）・寺田浩晃（漫画）『残像に口紅を』KADOKAWA、2025年1月27日発売[6]、ISBN 978-4-04-606487-5

## 漫画
世界と日本の名著をコミカライズするシリーズ「KADOKAWA Masterpiece Comics」のレーベルより、2025年1月28日に本作のコミカライズが刊行された。漫画は寺田浩晃が執筆。筒井康隆とネームの初期段階から関わって制作が行われた。解説は国語辞典編纂者の飯間浩明が担当している。単行本が発売された際には、小説紹介クリエイターのけんごとTVプロデューサーの佐久間宣行が推薦のコメントを発表している。